# Nguyễn Minh Hùng
 Nguyễn Minh Hùng (sinh năm 1957 tại Bình Chánh, Thành phố Hồ Chí Minh) là một Thiếu tướng Công an nhân dân Việt Nam. Hiện ông đang là Ủy viên Ban thường vụ Đảng ủy Công an Thành phố Hồ Chí Minh, Phó Giám đốc Công an Thành phố Hồ Chí Minh .

## Tiểu sử
Nguyễn Minh Hùng là con trai của Nguyễn Văn Chính (tên khai sinh Cao Văn Chánh), tên thường gọi là Chín Cần, sinh ngày 1 tháng 3 năm 1924, mất ngày 29 tháng 10 năm 2016. Nguyễn Văn Chính quê quán xã Tân Quý Tây, huyện Bình Chánh, Thành phố Hồ Chí Minh. Nguyễn Văn Chính nguyên là Phó Chủ tịch Hội đồng Bộ trưởng (nay là Phó Thủ tướng Chính phủ).